# Vụ tranh cãi về tranh biếm họa Muhammad của Jyllands-Posten
Vụ tranh cãi về tranh biếm họa Muhammad của Jyllands-Posten (hay khủng hoảng tranh biếm họa Muhammad, tiếng Đan Mạch: Muhammed-krisen) là một cuộc tranh cãi quốc tế diễn ra sau khi tờ báo Jyllands-Posten của Đan Mạch đăng một số tranh xã luận về nhà tiên tri Hồi giáo Muhammad vào ngày 30 tháng 9 năm 2005. Lúc đầu, các tổ chức Hồi giáo tại Đan Mạch lên tiếng phản đối. Việc phản đối dần lan tràn đến các nước khác. Báo chí tại trên 40 quốc gia trên thế giới đã in lại những bức tranh này. Vụ này đã gây ra nhiều bạo loạn trên thế giới, đặc biệt là tại các nước Hồi giáo. Những người chống đối những bức tranh này cho rằng chúng được in nhằm sỉ nhục và lăng mạ Hồi giáo. Những người ủng hộ chúng lại cho rằng việc một tờ báo in hình biếm họa là quyền tự do báo chí.
Những cuộc biểu tình chống đối đã gây ra nhiều thiệt hại đến tính mạng và của cải. Tòa đại sứ của Đan Mạch tại một số nước đã bị phóng hỏa và hàng chục người đã bị thiệt mạng trong các cuộc biểu tình.

## Nội dung các bức hình

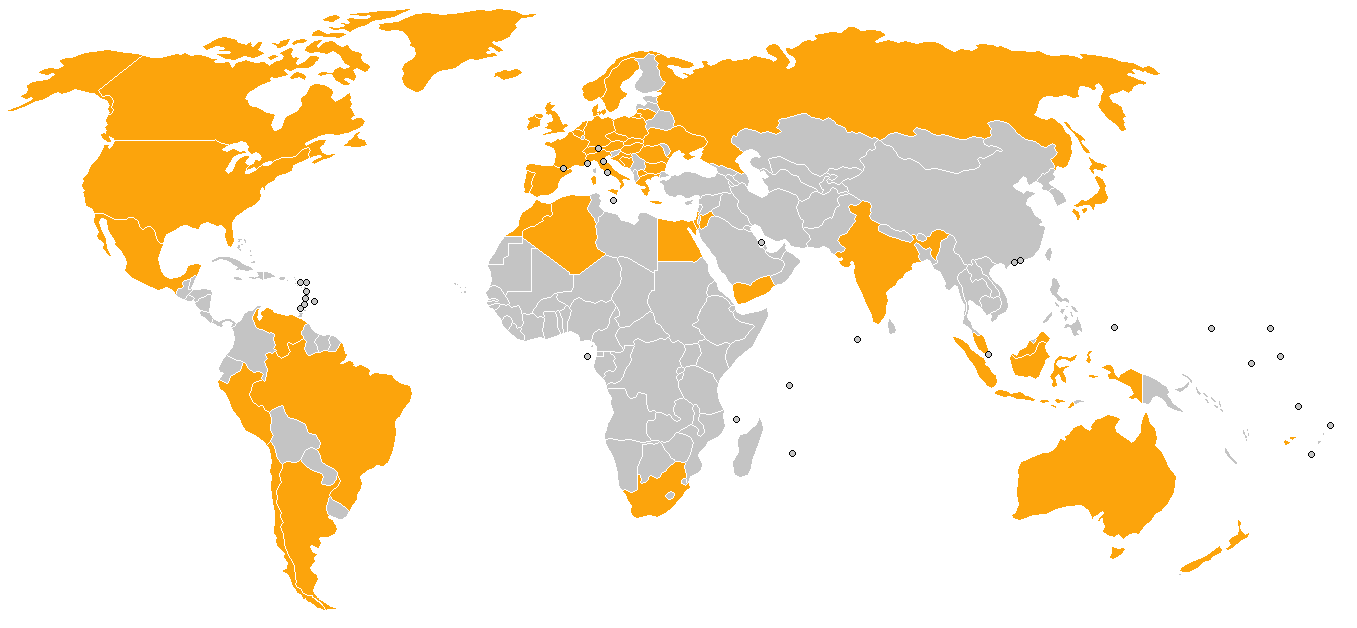
Nguồn tin tức ở nhiều nước đã tái bản những biếm họa Muhammad của báo Jyllands-Posten.

Ngày 17 tháng 9 năm 2005, tờ báo Politiken của Đan Mạch đăng một bài báo dưới tựa "Dyb angst for kritik af islam" (Chứng rất sợ việc phê bình Hồi giáo). Bài báo viết về việc tác giả Kåre Bluitgen không tìm được ai chịu minh họa quyển sách thiếu nhi về Muhammad vì họ đều sợ bị bức hại. Vụ này đã gây ra nhiều tranh luận tại Đan Mạch về việc tự kiểm duyệt. Ngày 30 tháng 9, tờ Jyllands-Posten đăng một bài với tựa "Muhammeds ansigt" (Khuôn mặt Muhammad). Bài này đăng 12 biếm họa, với một lời giải thích. Jyllands-Posten đã mời khoảng 40 họa sĩ vẽ hình cho Muhammad theo trí tưởng tượng. 12 họa sĩ đáp ứng, và những hình này được đăng:
- Biểu tượng Hồi giáo ngôi sao và lưỡi liềm được kết hợp với khuôn mặt Muhammad (mắt phải là ngôi sao, lưỡi liềm nằm quanh chòm râu và khuôn mặt).
- Mohammad với một quả bom trong khăn xếp, bom đã được châm ngòi. Lời tín điều Hồi giáo được viết trên bom. Hình này gây ra nhiều tranh cãi nhất.
- Mohammad đang đứng với một vầng hào quang hình trăng lưỡi liềm trên đầu, nhưng đã bị che khuất một phần, làm hào quang trông giống sừng.
- Hình giản lược của năm người giống nhau. Mỗi người nhìn giống một mũ choàng với Ngôi sao David và lưỡi liềm thay cho khuôn mặt. Một bài thơ về việc đàn áp phụ nữ đi kèm theo hình này: "Profet! Med kuk og knald i låget som holder kvinder under åget!" (Nhà tiên tri, ông thật điên! Đặt phụ nữ dưới ách liên miên!)
- Muhammad như một người du hành giữa sa mạc lúc hoàng hôn. Đi theo ông là một con lừa.
- Một họa sĩ đang vẽ hình Mohammad trong sợ hãi, ông đang nhìn sau vai mình canh chừng.

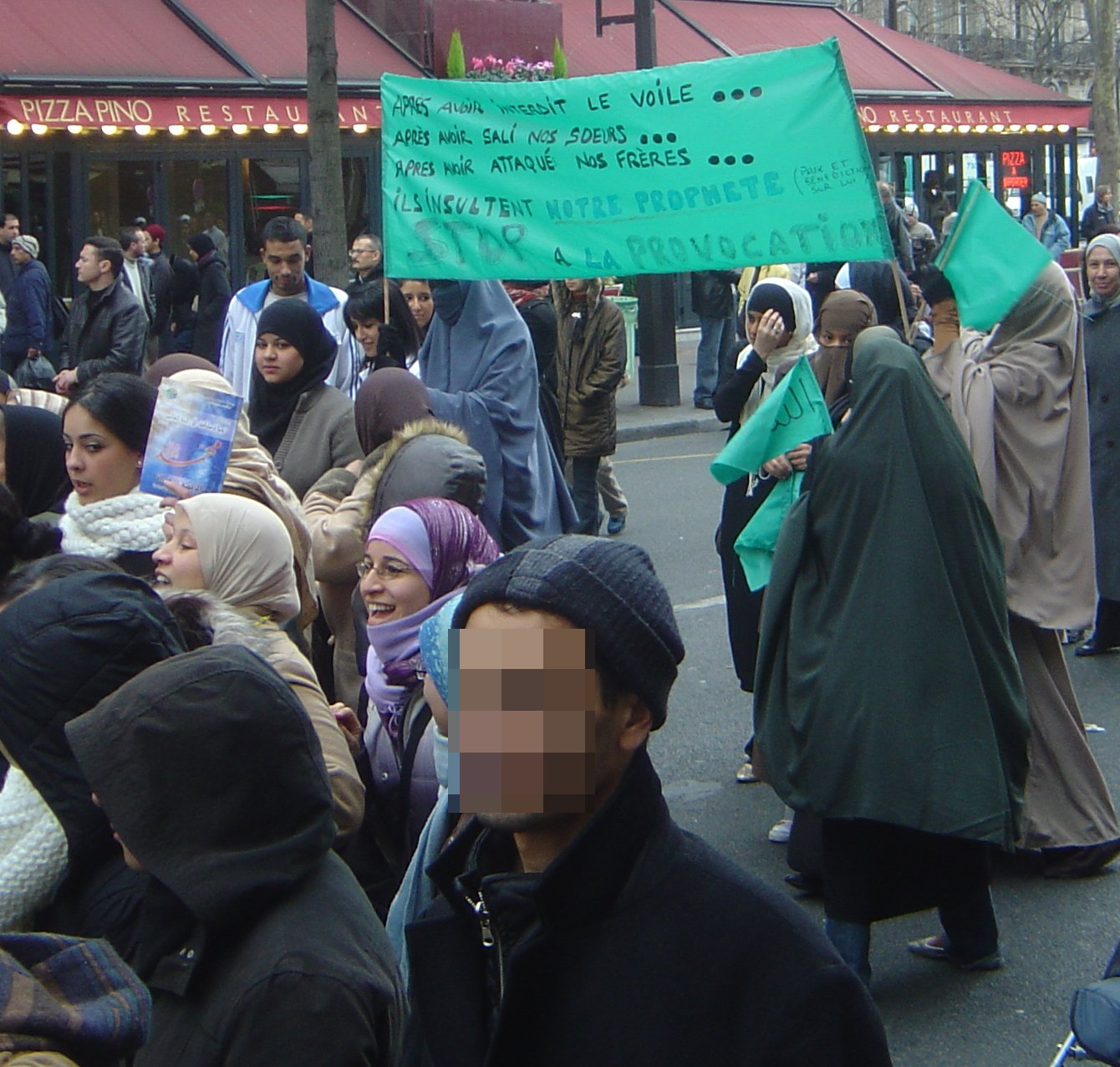
Ngày 11 tháng 2, người Hồi giáo biểu tình trên đường phố Paris để phản đối vụ biếm họa.

- Hai người Hồi giáo giận dữ đang cầm dao và bom sắp tấn công, trong lúc đó người dẫn đầu nói "Rolig, venner, når alt kommer til alt er det jo bare en tegning lavet af en vantro sønderjyde", chỉ vào một bức hình ông đang cầm. Câu nói được dịch là: "Các anh hãy bớt nóng, nó chỉ là một hình của một kẻ từ Nam Jutland (một nơi khỉ ho cò gáy) vẽ thôi".
- Một đứa trẻ người Ả Rập học lớp 7 đang đứng trước tấm bảng đen. Thằng bé thè lưỡi ra, viết trên bảng bằng tiếng Farsi: "Nhóm chủ bút báo Jyllands-Posten là một bọn phản động". Đứa bé được miêu tả là: "Mohammed, Trường Valby, 7.A", ý nói rằng nó thuộc thế hệ thứ hai của dân nhập cư Hồi giáo chứ không phải nhà tiên tri Hồi giáo.